# Antoine Marchalot
Antoine Marchalot est un illustrateur et auteur de bande dessinée français né le 17 avril 1986.

## Biographie
Formé à l'école Émile Cohl de Lyon, vers 2010, Antoine Marchalot rejoint le collectif lyonnais Arbitraire, au sein duquel il participe à différents projets (sérigraphies, fanzines...).
En 2011, avec Arbitraire, il remporte le prix de la bande dessinée alternative au festival d’Angoulême. 
En 2014 il publie son premier ouvrage aux éditions les Requins Marteaux : une vie de famille agréable, réédité en 2018 dans une version enrichie de 8 pages. À partir de 2015, il publie dans Le Monde un strip mensuel qui reprend un article du journal sur lequel sont superposés les textes et images de l'auteur. La série durera jusqu'en août 2018 avec la publication du 116e et dernier épisode. L'année suivante les éditions Arbitraire sortent un recueil papier de la série.
En 2017, son album Histoires croûtes fait partie des 10 albums en compétition pour le Fauve d'or : prix du meilleur album.
En 2020, il tient une exposition au festival d'Angoulême. 
Il entretient régulièrement un tumblr.

## Expositions
- 2020 : La Bande d'Antoine Marchalot dessinée, médiathèque L'Alpha, Festival d'Angoulême 2020